# トレジャーハンターG
『トレジャーハンターG』（TREASURE HUNTER G）は、1996年5月24日に日本のスクウェア（現スクウェア・エニックス）から発売されたスーパーファミコン用コンピュータRPG。スーパーファミコンにおけるスクウェアの最後の作品となった。
開発はスティング。監督・脚本・企画は『魔導物語1-2-3』を手掛けた米光一成、音楽には『伝説のオウガバトル』を手掛けた崎元仁や岩田匡治が担当している。
2007年12月25日よりWiiのバーチャルコンソールで配信開始された。

## ストーリー
はるか昔、まだ世界には誰の姿もなく、ただ世界樹だけが佇んでいた。ある日世界樹に3つの果実が実り、それらの果実から妖精、人間、魔族が生まれた。聖なる心を持つ妖精は世界樹の国に暮らし、無垢なる心を持つ人間は地上に生活し、邪悪な心を持つ魔族は闇の国に潜んだ。三者は出会うこともなく、その存在さえも意識することはなかった。そうして世界はバランスを保っていた。しかし、1000年前、闇の国に強烈な支配欲を持つ新しい王が誕生し地上をも支配するという野望を抱いた。
闇の陣営と人間との間に激しい衝突が起こった過去の大戦から1000年。大戦の記憶は薄れ、人々は穏やかに生活を営んでいた。闇の国の者たちは永遠に封印されていたはずだった。しかし、ヘル・アスタロットやドラクル・ララキューといった闇の国の者たちが復活して不穏な動きを見せている。すべての元凶はダーククラウンと呼ばれる封印の象徴を悪徳トレジャーハンターが動かしてしまったことだった。
物語はアドヘイム大陸最南端のルーリの町から始まる。タニアの町に住む少年レッドは、ある日、家庭を顧みずにあちこちを放浪している父親に反発し、弟のブルーを連れて家を飛び出す。レッドたちはしばらくルーリの町にある祖父シルバーの家に厄介になることにした。
それから3か月後、レッドたちは町の人間から北にあるイラートの洞窟で「鉄の鳥を見た」という話を耳にする。真相を確かめるべく洞窟へ向かった彼らは、そこで鉄の鳥に爆弾を仕掛ける謎の集団と、それに乗り込む父親らしき人物の姿を目撃する。
その日を境に、レッドたちは再び世界を破滅へ導こうとしている闇の陣営との戦いに身を投じることになる。

## 登場人物

### 主人公
レッド（G〈ガムリウス〉・レッド）
本作の主人公。偉大なるトレジャーハンター、ガムリウス6世を先祖に持つ、由緒正しきトレジャーハンターの血統。幼いころに病気で母親を亡くしている。
奔放な父親を持った反動か、年相応の行動的な性格の中にも、やや冷静で現実的な部分を持ち合わせている。ある事件をきっかけに、冒険の旅に出ることになる。
ブルー（G〈ガムリウス〉・ブルー）
レッドの弟。一見すると女の子のような容姿をしているが、れっきとした男性である。まだ子どものため、甘えん坊で常に兄のレッドの後をついて歩いている。「おにゃにゅみにゅー」など、妙な口癖を多数持ち合わせている。
素直で無邪気な性格だが、「自分と兄がカエルになって潰される」という縁起でもない夢を見たことを淡々と話すなど、ブラックな面ものぞかせる。
戦闘では様々な種類の罠を張ることができる。
レイン
森で魔物に襲われている所をシルバーに助けられた少女。自分の意見をはっきりと言う性格。魔法が使えたり、ポンガやコロボックルたちと意思の疎通ができたりと謎めいた雰囲気があるが、とある事情によりそれらのことについては話すことができないらしく、本人もそれを申し訳なく思っている。
物語の中では、優しい気遣いを見せると同時に、芯の強さも窺い知ることができる。
パーティの中では唯一回復魔法が使える。
ポンガ
レインと行動を共にする謎の猿。猿ゆえにレッドたちと言葉を交わすことはないが、奇妙なダンスを踊ったり、時にはヴァイオリンを弾いたりとパーティのムードメーカー的な存在。
多彩な広範囲の攻撃魔法を扱う。

### サブキャラクター
G・ブラウン
レッドとブルーの父親。トレジャーハンターとして秘宝を求め、世界各地を駆け巡っており、家を留守にすることがしばしばある。
G・シルバー
ルーリの町に住むレッドとブルーの祖父。かつてはトレジャーハンターとして腕を鳴らし、年老いた現在はルーリの町で隠居生活をしている。
父親と喧嘩をして家を飛び出したレッドとブルー兄弟を匿っている。物語序盤では、主人公たちに戦闘システムなどを教えるナビゲーター的な役割を果たす。ルーリの町が火災になった時にレインをかばおうとして命を落とすが、この事件がレッドたちが冒険に出るきっかけとなった。
ミオ
アブノバ山山頂にある魔人の塔にいる魔人。外見は少女だが、年齢は200歳を超えている。中東アジア風の服装を身に纏っている。挨拶の言葉は「チャオ！」。レインの魔法の才能に気が付き、魔物に化けて襲うという強引なやり方ではあったが、その能力を開花させた。
Dr.ハロー
バベルの塔にいるマッドサイエンティスト。他人には自分のことを「世界で最後のマッドサイエンティスト、Dr.ハロー」と呼ばせようとするが、大抵呼んでもらえない。数々の発明品を作り出しているものの、失敗を繰り返し、その度に激しく落ち込む。助手にオウムのカケスがいる。
猫婆（ねこばば）
奇妙な植物が生息する猫森にある城の主。名前通り猫の姿をしている。元は人間の姫であったらしい。
鯨
ゴルゴビナ港に停泊している鯨。大陸間の海洋を渡るため、レッドたちは協力を仰ごうとするが、ケガをしたために泳ぐことに対して恐怖と抵抗を感じているらしく、なかなか承諾してくれない。友達に亀がおり、両者ともに人間の言葉を喋ることができる。
カメザムライ
自分の父親をレッドに殺されたと勘違いし、仇を討つべくレッドを付け狙う（実際に殺したのはJ・レッド）。甲羅があるので作品中では珍しくBガードの方がFガード（ともに後述）より高い。なお、カメザムライという名はブルーによる命名で、本人が名乗ったことはない。
J・レッド
自称トレジャーハンターのコソドロ。絶対に触れてはならないと言われてきた伝説を無視して封印の象徴、ダーククラウンを動かしてしまい封印を解き放ち、闇王を復活させた張本人。
コロポックル
アドヘイム大陸とテムリア大陸の間にある小さな島。コロポックル島に住む小人の種族。人間と違う言葉を話す種族であり最初はレッドたちを魔物だと勘違いしていたが、レインの呼びかけによって和解する。
妖精
過去の大戦において世界蛇ヨルムガントを封印した6人の妖精。妖精にはそれぞれガーディアンと呼ばれる者が側にいて、妖精を守っているらしい。 闇王の手によって次々とクリスタルへ封印される。

### 敵キャラクター
ヘル・アスタロット
主人公たちが最初に対峙することになる闇王の配下。物語冒頭でブラウンの乗った鉄の鳥に爆弾を仕掛け、爆破しようと企んだ。炎を使った戦術が得意。猫森ではシニフィエ、シニフィアン兄弟を嗾ける。猫森での襲撃が失敗に終わったあと闇王に抹殺されるが、怨霊となって復活し、海を渡る途中だったレッドたちに襲いかかった。しかし、操っていた御玉が破壊されると、闇王に対する忠誠の言葉を残して消滅した。
シニフィエ
シニフィアンの兄。丸々としたピンク色の胴体をしている。猫森でヘルが倒されるとさっさと逃げたりする。
シニフィアン
シニフィエの弟。異様に腕が長く、痩せた細長い青い胴体をしている。シニフィエに続いて逃げ出す。
ドラクル・ララキュー
ピラミッドの最深部で待ち受ける闇王の配下。ブルーから「くさいおねーちゃん」と呼ばれている。封印の棺を破壊し、コカトリスを主人公たちに差し向ける。戦闘時には雷を操る。倒すと雷属性の武器「天河竜の剣」を落とす。
フェンリル
闇王の配下の一人。三人いる配下の中では唯一、男性の容姿をしている。戦闘で体力が半分以下になると、狼男へと変身する。氷を操って戦う。
闇王
本作のラストボス。世界蛇ヨルムガントを復活させ、世界を一旦滅ぼして造り変えようと画策し、そのために復活のキーとなる6人の妖精を封印しようとする。
世界蛇ヨルムガント
真のラスボス。過去の大戦において、世界樹の国の妖精6人によって封印された魔獣。ティラノサウルスのような恐竜の容姿をしている。

## オーパーツ
本作での「オーパーツ」はOut-of-placeartifacts（ooparts）の略語で、世界各地に散らばった不思議な力を持つ7つの道具の意味。世界樹の国へ行くために古代人によって作られた。「場違いな異物」という意味の造語で、歴史的、地学的に見て「そんなものがこの時代に存在するはずがない」というものを指す。ブラウンの手帳に各オーパーツの所在地が書かれており、レッドたちはそれを頼りにオーパーツを探索する。ストーリーでのキーアイテムであると同時に、戦闘時などで役に立つ特殊効果を持っているものもある。
黒の魔球
魔人の塔にあるらしい。混乱を静める力を持つ。戦闘中に使用すると混乱状態を回復する。
ゴガンバの水晶
ゴガンバの洞窟にあるらしい。荒れ狂う自然の力を静める力を持つ。
黄金のらせん像
コロボックル島にあるらしい。閉ざされた場所から脱出する力を持つ。通常時でもダンジョン脱出に使用可能。
ピラミッドアイ
ピラミッドにあるらしい。雷を静める力を持つ。所有者は戦闘時、雷に対する耐性が付く。
シャトレンの地図
地下都市にあるらしい。重力を弱める力を持つ。ストーンヘンジの中心部へ行くのに必要。
ヴェールント羽根
アトランティスにあるらしい。大地の重力を弱める力を持つ。
声の石
クルハの穴にあるらしい。声を出し、人を導く。

## 戦闘システム
戦闘画面は、街やダンジョンなどの通常画面と同じくトップビュー形式で描写される。『タクティクスオウガ』や『ファイナルファンタジータクティクス』などにも見られるシミュレーションRPGの要素を取り入れたシステムを採用している。

### アクションポイント・バトルシステム
キャラクターはマス目分けされたフィールド上を移動し、戦闘を行う。1ターンの中で各キャラクターはアクションポイント（以下ACT）が尽きるまで移動・攻撃・特技・アイテムの使用などの行動を取ることができる。
ACTの使用量は足元のマス目の色によって変化し、無色・青・黄・赤の順で使用量が増加する。物語が進むにつれ、グリッドレベルと呼ばれる戦闘における危険度が高まり、これが高まるにつれて消費ACTも増加する。

### 攻撃
攻撃や特技には射程が存在し、武器種ごとにユニークな特性を持つ。例えばブーメランなどの飛び道具は攻撃した後に手元に戻ってくるため、2マス先には1回、1マス先には往復で2回命中する。
攻撃の際に武器の射程内に仲間がいると一緒に攻撃する。特技の場合は攻撃対象にはならない。仲間だけを攻撃することも可能。

### アイテム
道具や武器・防具は本来の用途以外にも投げつけて使用することができる。武器・特技攻撃とは違って射程はないが、対象が直線上にいないと当たらない。外した場合は、ドロップアイテムとしてフィールド上に残る。回復アイテムを味方に投げつけて使用することも可能。投擲攻撃専用のアイテムも存在する。また、投げる以外にもフィールド上に設置して効果を発揮するものもある。

### Fガード・Bガード
戦闘に登場するキャラクターには、F（Front）ガードとB（Behind）ガードの2種類の防御力がある。キャラクターの周囲8マスのうち、キャラクターの前面3マスがFガード、背面5マスがBガードとなる。
例外を除けば、基本的にBガードの方がFガードよりも低いので、背後に回りこんで攻撃すると効果的にダメージを与えられる。
ボスの中には巨大な体で後ろに回りこむことができないものもおり、そういう意味においても倒すのが通常の敵よりも困難になっている。

### レベルアップ
キャラクターのレベルアップは、従来のRPGと同様に経験値を獲得することで行う。経験値の獲得方法には「戦闘に勝利する」、「戦闘中に何らかのアクションを起す」の2種類の方法がある。後者については、攻撃・特技の使用、アイテムの使用で獲得することができる。攻撃対象は敵味方を問わないため、味方をわざと攻撃して経験値を稼ぐこともできる。
経験値が100ポイント貯まるとレベルアップする。戦闘中でも、経験値が100ポイントに達した瞬間に発生する。レベルアップすると体力が回復する。ただし、SPレベルについては経験値を貯めるだけではレベルアップせず、教会へ行ってお祈りをする必要がある。レベルは最大99まで上昇し、その後は各ステータスのみが上昇する。

### 勝利条件
当作品においては、敵を殲滅させることだけが戦闘の勝利であるわけではなく、時に様々な勝利条件を指定されることがある。例えば、アブノバ山で登場する修行僧は、ともに出現するグルリネズミを倒さずに、修行僧のみを倒さねばならない。

## カエルカジノ
港町に存在するカジノ。コインの代わりにカエルを支払い、ミニゲームをクリアすれば様々なアイテムや賞金が貰える。ゲームに登場するカエルはデフォルメされておらず、写実的なグラフィックである。
カエルレース
タイミングよくボタンを連打し、1位を目指すレースゲーム。十字キーでほかのコースに移動し、ライバルのカエルを踏みつけると大きく跳躍することができる。
ハエ取りゲーム
十字キーでカエルを操作し、ボタンを押して飛び回る蝿を食べていく。10回で画面内のすべての蝿を食べることができればクリア。
ジャンプ玉よけゲーム
十字キーでカエルを操作し、飛んで来る玉を制限時間まで避け切ればクリア。
また、カジノ内のとある場所で合言葉を言うと、「暗黒ケロケロワールド」という特別なカジノ場へ入ることができる。

## スタッフ
監督・脚本・企画米光一成
プログラム山藤武志・平健次郎・阿部真一
音楽岩田匡治・迫田敏明・崎元仁・他
サウンドエフェクト迫田敏明
キャラクターデザイン牛久宏治
3Dグラフィック牛久宏治・北村篤哉・他

## 関連書籍
- 『トレジャーハンターG オフィシャルガイドブック』 講談社、1996年6月、ISBN 4-06-336050-4、ISBN-13: 978-4-06-336050-9。
- 『トレジャーハンターG 公式ガイドブック』 ファミ通編集部（責任編集）、アスキー（出版）、アスペクト（発売）、1996年6月、ISBN 4-89366-536-7、ISBN-13: 978-4-89366-536-2。